# リトルリーグ
リトルリーグ（英: Little League）は、青少年（4歳-16歳）を対象とする野球・ソフトボールリーグおよびその運営団体。狭義では同団体が運営する9歳-12歳リーグを指す。

## 概要
リトルリーグ国際本部（リトルリーグ・インターナショナル）はアメリカ合衆国ペンシルベニア州ウィリアムズポートに設置されている。リトルリーグは米国連邦政府に登録された商標であるため、各国の加盟団体は毎年リトルリーグ国際本部に対して登録して認可を取得する必要がある。
野球は硬式ボールを使用するが、ルールは選手の発育に見合うように設定されており軟式野球とほぼ同じになっている。

## 歴史
1939年6月、アメリカ合衆国ペンシルベニア州ウィリアムズポートでカール・ストッツが中心になって地元の少年12人が少年野球団を結成。初めは、9歳から12歳までの少年で作られた3チームの小さな団体だった。その後、1947年に第1回の世界選手権（リトルリーグ・ベースボール・ワールドシリーズ）が開始された。正式な団体として成立したのは1964年7月16日で、当時のアメリカ大統領リンドン・ジョンソンの署名によって連邦政府認可の法人となった。1974年以降は少女のソフトボールチームもリトルリーグに加わった。2010年現在、世界にはリトルリーグのリーグは7,100以上あり、野球選手217万人、ソフトボール選手34万人が登録されている。
日本では1955年ごろ、東京都近郊にある5-6リーグでスタートし、1964年にリトルリーグ創設25周年を記念して日本リトルリーグ協会（現・公益財団法人日本リトルリーグ野球協会）が設立され、1970年から三井物産・フジサンケイグループの支援で全日本選手権大会（1967年創設）などの全国大会を協賛するようになった。

## ルール
リトルリーグ野球では硬式ボールを使用するが、ルールは選手の発育に見合うように設定されており、軟式野球とほぼ同じで一部はソフトボールに似たルールも存在する。以下はリトルリーグと一般的な野球とのルールの相違点である。
イニング
イニングは6回まで。トーナメント制が多いので同点の場合は時間・回数無制限の延長戦が行われたり、あるいはタイムテーブルの都合で時間制限=抽選で次のステップに進出するチームを決めることが多い。(一般は9回、少年軟式野球の場合7回までの場合もある)2019年より8回以降無死二塁のタイブレークが導入されたが、これは日本の高校野球よりも遅い。
離塁
投球が打者に届く前、あるいは打者が打つ前に走者は離れてはいけない。違反した場合、走者はアウトにならないが進塁・得点は認められず、元あったベースに戻らなくてはいけない。(一般の試合やボーイズリーグでは走者の離塁は自由である。)
投手の投球数
10歳以下は1日に75球、11～12歳以下は85球までとする。交代した投手がその試合中に再登板することはできない。
投手の休息時間
1日に61球以上の投球をした場合は3日、41球～60球は2日、21球～40球は1日の休息をとること。20球以下なら休息日は必要ない。
グラウンドサイズ
投手から本塁間は14.03m、塁間は18.29mと、正規サイズ（18.44m、27.43m）の3/4。両翼・中堅とも60.95m以上のサイズが必要。ただし、世界選手権の球場は両翼・中堅は68.5mとなっている。
試合使用球
重さ141,7g～148.8g、周囲22.9cm～23.5cmのサイズのものを使う。(一般の硬式野球同様)
バット
木製、金属製いずれも可。長さ83.81cm以内、大きさ直径5.71cm以内のもの。反発係数などの規格があり、適合したもののみ使用可能。
スパイク
ゴム製のみ使用できる。金属製は使用不可。
ヘルメット
両耳付きヘルメットを1チーム7個以上必要。打者、次の打者、走者、ベースコーチ（成人は任意）は全員着用を義務付ける。
プロテクター
選手全員に胸部保護パッドの着用の義務付ける。男子選手はサポーターの着用を義務付ける。キャッチャーは金属、ファイバー、プラスチック製のいずれかのカップサポーターと襟付きの長い胸当て、のど当て、脛当て、キャッチャー用ヘルメットを必ず着用すること。
その他
振り逃げは5年生以上のカテゴリーは認められている。

## チーム
リトルリーグでは地域社会との繋がりが重視されており、原則として居住している地域のリーグにしか入団できない。複数のチームで地区のリーグを構成するが、地区のリーグにはバンダリー（地域割り）があるため、リーグを新設する場合は近隣のリーグと調整する必要がある。各チームはスポンサーを募集してもよく、スポンサー企業名を帽子やユニフォームなどに表記することもできるが、スポンサー企業の業種には制限がある。

## 組織

### 国際本部
リトルリーグ国際本部（リトルリーグ・インターナショナル）はペンシルベニア州ウィリアムズポートに設置されており、敷地内にはスタジアム（Howard J. Lamade Stadium、Little League Volunteer Stadium）や博物館（Peter J. McGovern Little League Museum）などが併設されている。
理事会メンバーは各リーグから選出される。リトルリーグ国際本部のメンバーは被雇用者、理事会メンバーはボランティアである。

### 地域本部
アメリカ合衆国の国内（USリージョン）・国外（インターナショナルリージョン）に9つの地域本部が設置されている。

#### USリージョン
| 地域           | 本部                                 | 管轄区域                                           | 備考   |
| -------------- | ------------------------------------ | -------------------------------------------------- | ------ |
| イースト       | コネチカット州ブリストル             | CT、DE、DC、MA、ME、MD、NH、NJ、NY、PA、RI、VT     | [ 7 ]  |
| サウスイースト | ジョージア州ワーナーロビンズ         | AL、FL、GA、NC、SC、TN、VA、WV                     | [ 8 ]  |
| セントラル     | インディアナ州ホワイツタウン         | IA、IL、IN、KS、KY、MI、MO、MN、NE、ND、OH、SD、WI | [ 9 ]  |
| サウスウェスト | テキサス州ウェーコ                   | AR、LA、MS、NM、OK、TX                             | [ 10 ] |
| ウェスト       | カリフォルニア州サンバーナーディーノ | AK、AZ、CA、CO、HI、ID、MT、NV、OR、UT、WA、WY     | [ 11 ] |

#### インターナショナルリージョン
| 地域                 | 本部               | 管轄区域                                     | 備考   |
| -------------------- | ------------------ | -------------------------------------------- | ------ |
| カナダ               | カナダ・オタワ     | カナダ                                       | [ 12 ] |
| ラテンアメリカ       | プエルトリコ       | メキシコ、南アメリカ、中央アメリカ、カリブ海 | [ 13 ] |
| アジア・パシフィック | 香港               | アジア、オセアニア                           | [ 14 ] |
| ヨーロッパ・アフリカ | ポーランド・クトノ | ヨーロッパ、アフリカ                         | [ 15 ] |

### 地区責任者
複数のリーグで構成される各地区には地区責任者（DA）やアシスタント（ADA）が置かれている。

### 各リーグ
各リーグは非営利組織として独自に運営管理を行うが、毎年リトルリーグ国際本部から公認を受ける必要がある。

## リトルリーグ・ワールドシリーズ
リトルリーグが主催するワールドシリーズには下記の大会がある。狭義には9歳-12歳を対象とする「リトルリーグ・ベースボール・ワールドシリーズ」と「リトルリーグ・ソフトボール・ワールドシリーズ」を指す。

### 野球
- 09歳-12歳：リトルリーグ・ベースボール・ワールドシリーズ
- 11歳-13歳：インターミディエイト50/70・ベースボール・ワールドシリーズ（英語版）
- 12歳-14歳：ジュニアリーグ・ベースボール・ワールドシリーズ（英語版）
- 13歳-16歳：シニアリーグ・ベースボール・ワールドシリーズ（英語版）
- 15歳-18歳：ビッグリーグ・ベースボール・ワールドシリーズ（英語版）（廃止）

### ソフトボール
- 09歳-12歳：リトルリーグ・ソフトボール・ワールドシリーズ（Little League Softball World Series）
- 12歳-14歳：ジュニアリーグ・ソフトボール・ワールドシリーズ（Junior League Softball World Series）
- 13歳-16歳：シニアリーグ・ソフトボール・ワールドシリーズ
- 14歳-18歳：ビッグリーグ・ソフトボール・ワールドシリーズ（廃止）

## 米国のリトルリーグ
リトルリーグは1964年7月16日に連邦政府認可の法人として成立し、アメリカ合衆国ではボーイスカウト活動や青少年赤十字団などと並ぶ社会活動団体になっている。地区責任者（DA）の数は2011年現在508人である。

### 野球
6つのディビジョンがあり、年齢層に応じて異なるプログラムが提供されている。狭義の「リトルリーグ」は、9歳-12歳のディビジョンのことを指す。
- 04歳-07歳：ティーボール（Tee Ball）
- 05歳-12歳：マイナーリーグ（Minor League）
- 09歳-12歳：リトルリーグ（Little League）
- 11歳-13歳：インターミディエイト50/70（Intermediate 50/70）
- 12歳-14歳：ジュニアリーグ（Junior League）
- 13歳-16歳：シニアリーグ（Senior League）

### ソフトボール
5つのディビジョンがあり、年齢層に応じて異なるプログラムが提供されている。狭義の「リトルリーグ」は、9歳-12歳のディビジョンのことを指す。
- 04歳-07歳：ティーボール（Tee Ball）
- 05歳-11歳：マイナーリーグ（Minor League）
- 09歳-12歳：リトルリーグ（Little League）
- 12歳-14歳：ジュニアリーグ（Junior League）
- 13歳-16歳：シニアリーグ（Senior League）

## 日本のリトルリーグ

### 野球
日本ではグラウンドや指導者の人数の関係で、4歳～8歳を中心とするティーボールリーグ、7歳～11歳までを中心とするマイナーリーグ、9～12歳を中心とするメジャーリーグに分かれている。

#### 全日本選手権優勝決定戦
1967年、第1回全日本選手権優勝決定戦が行なわれた。それ以前の1962年から1966年の間、日本は極東地区代表として出場していた。
詳細は、全日本リトルリーグ野球選手権大会を参照のこと。

#### 全日本選手権
全日本リトルリーグ野球選手権大会は、毎年4～6月に各地域連盟ごとの予選会（全国12地区）を開催し、それぞれの予選会優勝チームが6月下旬、ないしは7月初旬に一堂に会して日本一を決定する全日本選手権をトーナメント制で争う。平年は東京都の江戸川区球場、江戸川区臨海球技場で開かれるが、2004年度の大会は初めて兵庫県で開かれた。
2006年度までは全日本選手権の優勝リーグ（チーム）は、その直後（7月下旬）にアジア・オセアニア各国の代表チームと対戦するアジア・太平洋地区選手権に出場。日本はアジアブロックの枠で出場し、そこで1位になればワールドシリーズの出場権を得ていたが、2006年11月14日にサウスウィリアムズポートで開催されたリトルリーグの国際会議で、2007年から日本がワールドシリーズにおいて独立した地域として承認された。これにより、全日本選手権の優勝リーグ（チーム）が日本地区代表として直接リトルリーグ・ワールドシリーズに出場できることになった。

#### ワールドシリーズ
1962年に初めてリトルリーグ・ワールドシリーズに出場した。1962年から2006年にかけては、日本は極東地区（2001年にアジア地区と改称）として出場していた。2007年以降は、全日本選手権の優勝チームが自動的にワールドシリーズへの出場権を得られるようになった。

### ソフトボール
リトルリーグ国際本部からの要請を受けて、日本ソフトボール協会の協力の下、2025年よりリトルリーグ・ソフトボール・ワールドシリーズのアジア・太平洋地区予選に日本代表チーム（10歳-12歳）を派遣することとなった。選手構成は、単独チームもしくは都道府県単位での選抜チーム。